# 天主教萊城教區
天主教萊城教區（拉丁語：Dioecesis Laënsis）是巴布亞紐幾內亞一個羅馬天主教教區，屬馬當總教區。
1959年6月18日設宗座代牧區。1966年11月15日升為教區。
教區位於莫雷貝省，2004年有教友30,000人（佔轄區總人口7.0%）、十三個堂區、十六名司鐸。現任教區主教為克里斯蒂安·布勞恩。